# Mimic 2
Mimic 2 is een sciencefiction-horrorfilm uit 2001, geregisseerd door Jean de Segonzac, met een script geïnspireerd op een kort verhaal met dezelfde naam van Donald A. Wollheim. De film is een vervolg op Mimic (1997) en werd gevolgd door Mimic 3: Sentinel (2003).

## Verhaal
In de hoogspanningslijnen van New York worden drie mannen op gruwelijke wijze vermoord aangetroffen: zelfs hun gezichten zijn onherkenbaar. Inspecteur Klaski ontdekt dat de slachtoffers allemaal Remy kenden, de voormalige assistent van Dr. Susan Tyler die de "Judas" had gemaakt (genetisch gemodificeerde insecten met als doel een vreselijke ziekte te genezen). Dan breekt de hel los. Remy wordt aangevallen door een afschuwelijk maar intelligent insect. De wezens zijn angstaanjagender geworden omdat ze een menselijk uiterlijk kunnen aannemen.

## Rolverdeling
| Acteur         | Personage |
| -------------- | --------- |
| Alix Koromzay  | Remy      |
| Bruno Campos   | Klaski    |
| Will Estes     | Nicky     |
| Gaven E. Lucas | Sal       |
| Edward Albert  | Darksuit  |
| Jon Polito     | Morrie    |

## Ontvangst
De film ontving ongunstige recensies van critici. Op Rotten Tomatoes heeft Mimic 2 een waarde van 8% en een gemiddelde score van 4,00/10, gebaseerd op 13 recensies.

## Prijzen en nominaties
| Jaar | Prijs                | Categorie              | Genomineerde(n) | Uitslag     |
| ---- | -------------------- | ---------------------- | --------------- | ----------- |
| 2001 | DVD Exclusive Awards | Beste visuele effecten | Jamison Goei    | Gewonnen    |
| 2001 | DVD Exclusive Awards | Beste Cinematografie   | Nathan Hope     | Genomineerd |
| 2001 | DVD Exclusive Awards | Beste bewerking        | Kirk M. Morris  | Genomineerd |